# Circonscription Woreda 28
La circonscription Woreda 28 est une des 23 circonscriptions législatives de la ville-région d'Addis-Abeba. Son représentant actuel est Ayalew Zeleqe Sase[réf. nécessaire].